# Justiniac
Justiniac est une commune française située dans le nord du département de l'Ariège en région Occitanie. Sur le plan historique et culturel, la commune fait partie du Pédaguès, ancienne appellation remplacée au XXIe siècle par la dénomination géographique de Terrefort ariégeois, constitué des terreforts de Pamiers et de Saverdun, sur la rive gauche de l'Ariège.
Exposée à un climat océanique altéré, elle est drainée par la Jade et par divers autres petits cours d'eau.
Justiniac est une commune rurale qui compte 58 habitants en 2022, après avoir connu un pic de population de 299 habitants en 1851. Ses habitants sont appelés les Justiniacois ou Justiniacoises.
|  |

|  |

## Géographie

### Localisation
1. Carte dynamique
2. Carte Openstreetmap
3. Carte topographique
4. Carte avec les communes environnantes

La commune de Justiniac se trouve dans le département de l'Ariège, en région Occitanie.
Elle se situe à 29 km à vol d'oiseau de Foix, préfecture du département, à 14 km de Pamiers, sous-préfecture, et à 7 km de Saverdun, bureau centralisateur du canton des Portes d'Ariège dont dépend la commune depuis 2015 pour les élections départementales.
La commune fait en outre partie du bassin de vie de Saverdun.
Les communes les plus proches sont : 
Marliac (2,2 km), Brie (2,3 km), Esplas (2,8 km), Durfort (2,9 km), Saint-Martin-d'Oydes (4,7 km), Villeneuve-du-Latou (4,8 km), Gaillac-Toulza (5,0 km), Unzent (5,1 km).
Sur le plan historique et culturel, Justiniac fait partie du Pédaguès, ou Podaguès, ancienne appellation remplacée au XXIe siècle par la dénomination géographique de Terrefort ariégeois, constitué des terreforts de Pamiers et de Saverdun, sur la rive gauche de l'Ariège.
Les communes limitrophes sont  Brie, Durfort et Marliac.
|         | Marliac (Haute-Garonne) |      |
|         | Justiniac               | Brie |
| Durfort |                         |      |

Commune située sur les coteaux entre l'Ariège et la Lèze. C'est une commune limitrophe avec le département de la Haute-Garonne.

### Géologie et relief
La commune est située dans le Bassin aquitain, le deuxième plus grand bassin sédimentaire de la France après le Bassin parisien. Les terrains affleurants sur le territoire communal sont constitués de roches sédimentaires datant du Cénozoïque, l'ère géologique la plus récente sur l'échelle des temps géologiques, débutant il y a 66 millions d'années. La structure détaillée des couches affleurantes est décrite dans la feuille « n°1035 - Saverdun » de la carte géologique harmonisée au 1/50 000ème du département de l'Ariège, et sa notice associée.
La superficie cadastrale de la commune publiée par l’Insee, qui sert de références dans toutes les statistiques, est de 4,56 km2,. La superficie géographique, issue de la BD Topo, composante du Référentiel à grande échelle produit par l'IGN, est quant à elle de 4,59 km2.  L'altitude du territoire varie entre 264 m et 363 m.

### Hydrographie

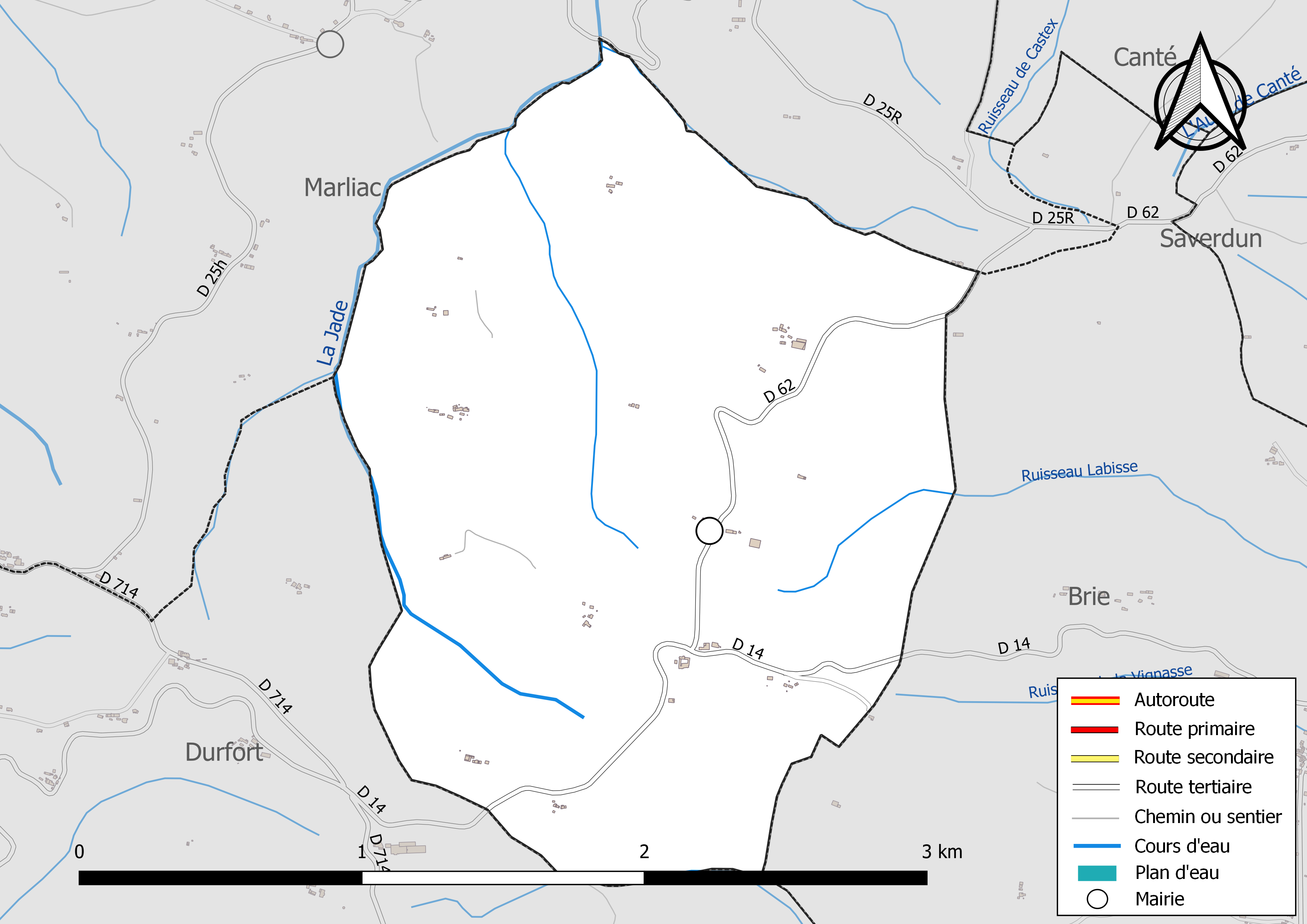
Réseaux hydrographique et routier de Justiniac.

La commune est dans le bassin versant de la Garonne, au sein du bassin hydrographique Adour-Garonne. Elle est drainée par la Jade, le ruisseau Labisse et par divers petits cours d'eau, constituant un réseau hydrographique de 4 km de longueur totale,.
La Jade, d'une longueur totale de 15,2 km, prend sa source dans la commune de Justiniac et s'écoule du sud vers le nord. Elle traverse la commune et se jette dans l'Ariège à Cintegabelle, après avoir traversé 9 communes.

### Climat
Pour des articles plus généraux, voir Climat de l'Occitanie et Climat de l'Ariège.
En 2010, le climat de la commune est de type climat méditerranéen altéré, selon une étude s'appuyant sur une série de données couvrant la période 1971-2000. En 2020, Météo-France publie une typologie des climats de la France métropolitaine dans laquelle la commune est dans une zone de transition entre le climat océanique altéré et le climat de montagne et est dans la région climatique Pyrénées centrales, caractérisée par une pluviométrie annuelle de 1 000 à 1 200 mm.
Pour la période 1971-2000, la température annuelle moyenne est de 12,6 °C, avec  une amplitude thermique annuelle de 15,7 °C. Le cumul annuel moyen de précipitations est de 814 mm, avec 9,5 jours de précipitations en janvier et 5,9 jours en juillet. Pour la période 1991-2020 la température moyenne annuelle observée sur la station météorologique la plus proche, située sur la commune de Saint-Ybars à 9 km à vol d'oiseau, est de 13,6 °C et le cumul annuel moyen de précipitations est de 796,5 mm,. Pour l'avenir, les paramètres climatiques de la commune estimés pour 2050 selon différents scénarios d’émission de gaz à effet de serre sont consultables sur un site dédié publié par Météo-France en novembre 2022.

### Milieux naturels et biodiversité
Aucun espace naturel présentant un intérêt patrimonial n'est recensé sur la commune dans l'inventaire national du patrimoine naturel,,.

## Urbanisme

### Typologie
Au 1er janvier 2024, Justiniac est catégorisée commune rurale à habitat très dispersé, selon la nouvelle grille communale de densité à 7 niveaux définie par l'Insee en 2022.
Elle est située hors unité urbaine et hors attraction des villes,.

### Occupation des sols
L'occupation des sols de la commune, telle qu'elle ressort de la base de données européenne d’occupation biophysique des sols Corine Land Cover (CLC), est marquée par l'importance des territoires agricoles (87,2 % en 2018), une proportion identique à celle de 1990 (87,2 %). La répartition détaillée en 2018 est la suivante : 
zones agricoles hétérogènes (83,1 %), forêts (12,8 %), prairies (4,1 %). L'évolution de l’occupation des sols de la commune et de ses infrastructures peut être observée sur les différentes représentations cartographiques du territoire : la carte de Cassini (XVIIIe siècle), la carte d'état-major (1820-1866) et les cartes ou photos aériennes de l'IGN pour la période actuelle (1950 à aujourd'hui).

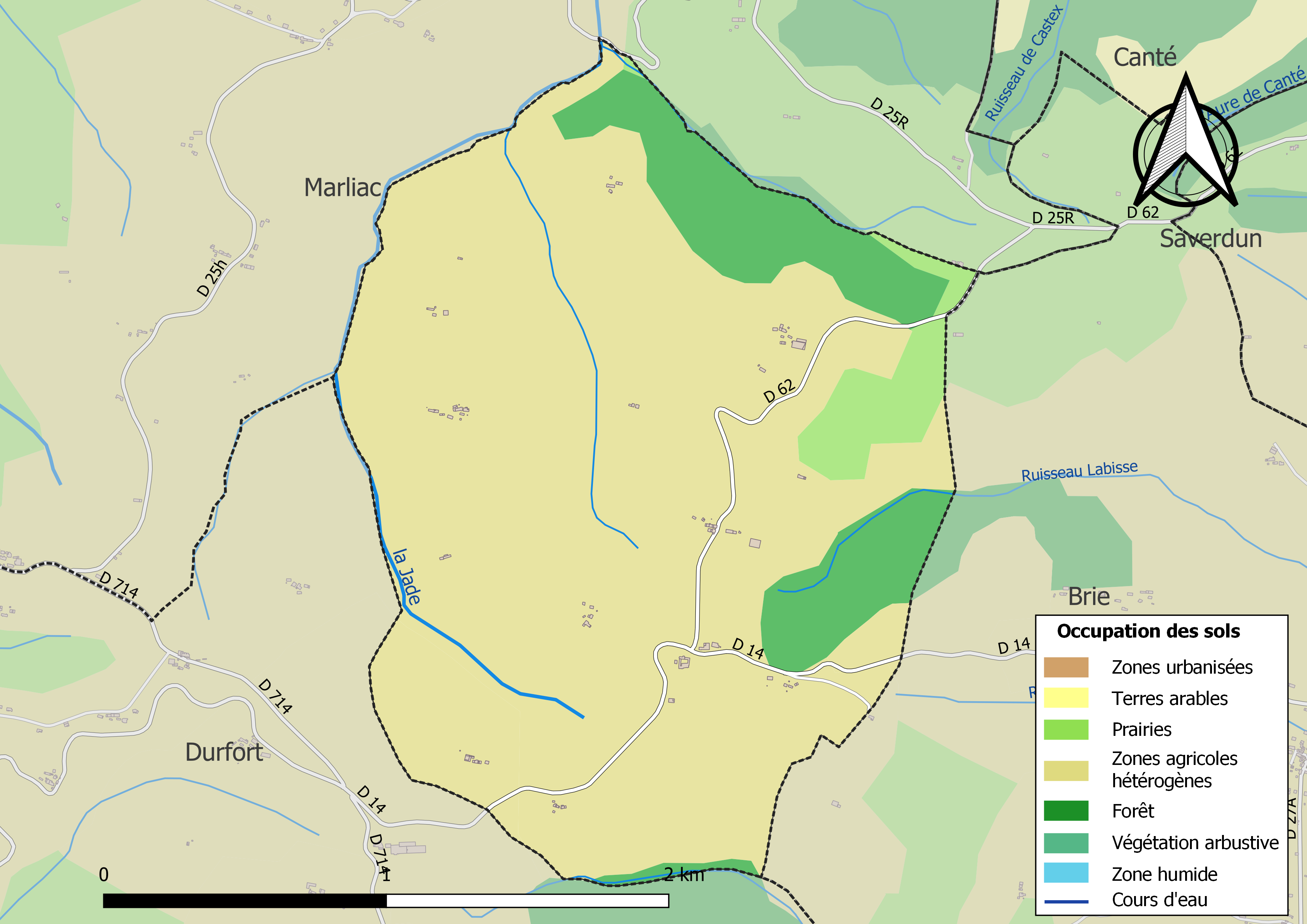
Carte des infrastructures et de l'occupation des sols de la commune en 2018 (CLC).

### Habitat et logement
En 2018, le nombre total de logements dans la commune était de 38, alors qu'il était de 36 en 2013 et de 32 en 2008.
Parmi ces logements, 65,8 % étaient des résidences principales, 21,1 % des résidences secondaires et 13,2 % des logements vacants. Ces logements étaient pour 86,8 % d'entre eux des maisons individuelles et pour 13,2 % des appartements.
Le tableau ci-dessous présente la typologie des logements à Justiniac en 2018 en comparaison avec celle de l'Ariège et de la France entière. Une caractéristique marquante du parc de logements est ainsi une proportion de résidences secondaires et logements occasionnels (21,1 %) inférieure à celle du département (24,6 %) mais supérieure à celle de la France entière (9,7 %). Concernant le statut d'occupation de ces logements, 56 % des habitants de la commune sont propriétaires de leur logement (50 % en 2013), contre 66,3 % pour l'Ariège et 57,5 % pour la France entière.
| Typologie                                               | Justiniac | Ariège | France entière |
| ------------------------------------------------------- | --------- | ------ | -------------- |
| Résidences principales (en %)                           | 65,8      | 65,7   | 82,1           |
| Résidences secondaires et logements occasionnels (en %) | 21,1      | 24,6   | 9,7            |
| Logements vacants (en %)                                | 13,2      | 9,7    | 8,2            |

### Risques majeurs
Le territoire de la commune de Justiniac est vulnérable à différents aléas naturels : inondations, climatiques (grand froid ou canicule), mouvements de terrains et séisme (sismicité faible). Il est également exposé à un risque technologique,  le transport de matières dangereuses,.

#### Risques naturels

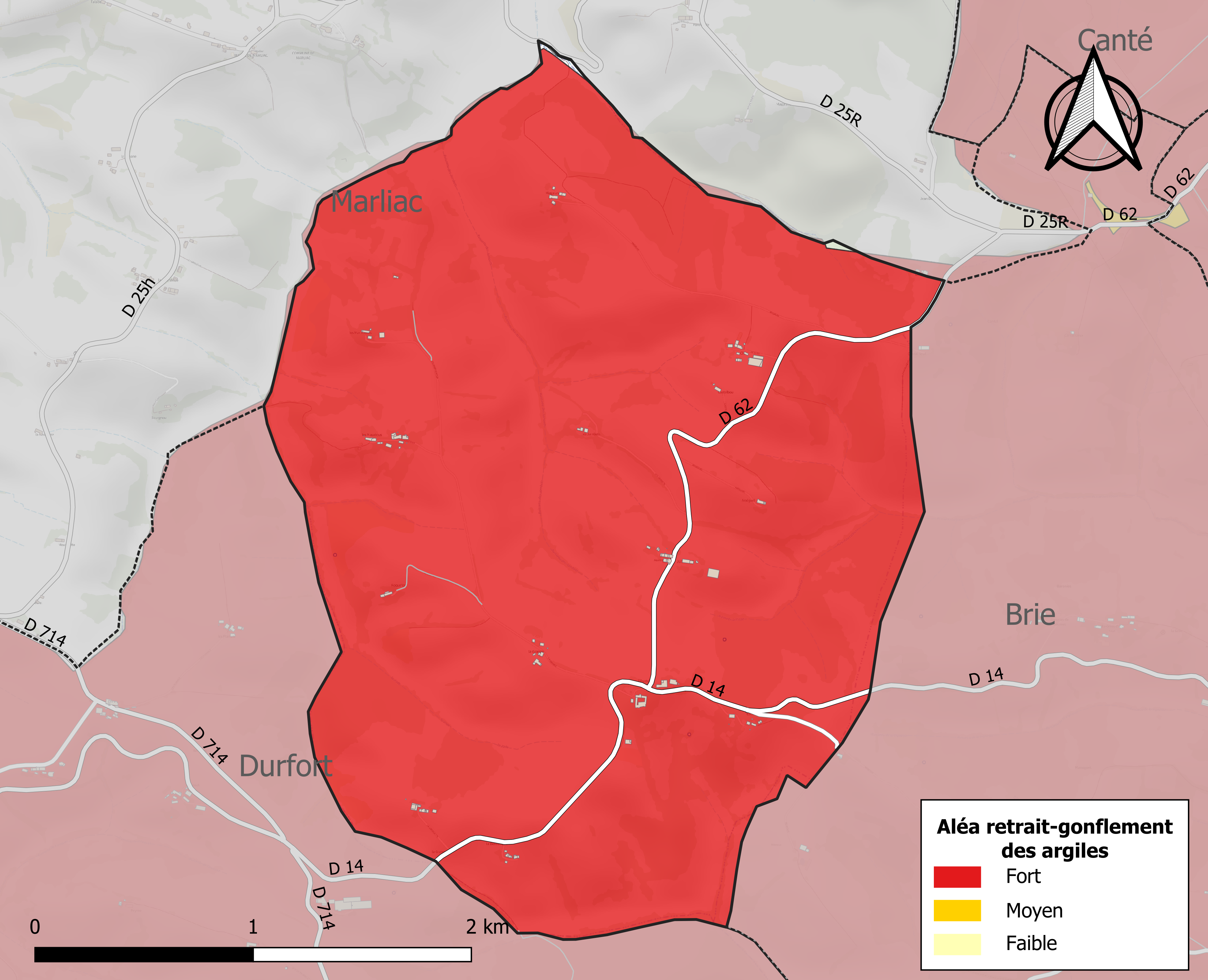
Zonage de l'aléa retrait-gonflement des argiles sur la commune de Justiniac.

Certaines parties du territoire communal sont susceptibles d’être affectées par le risque d’inondation par crue torrentielle d'un cours d'eau, ou ruissellement d'un versant.
Les mouvements de terrains susceptibles de se produire sur la commune sont soit des glissements de terrains soit des mouvements liés au retrait-gonflement des argiles. Près de 50 % de la superficie du département est concernée par l'aléa retrait-gonflement des argiles, dont la commune de Justiniac. L'inventaire national des cavités souterraines permet par ailleurs de localiser celles situées sur la commune.

#### Risques technologiques
Le risque de transport de matières dangereuses par une infrastructure routière ou ferroviaire ou par une canalisation de transport de gaz concerne la commune. Un accident se produisant sur une telle infrastructure est en effet susceptible d’avoir des effets graves au bâti ou aux personnes jusqu’à 350 m, selon la nature du matériau transporté. Des dispositions d’urbanisme peuvent être préconisées en conséquence.

## Toponymie
Il s'agit d'un type toponymique gallo-romain en -(i)acum, suffixe d'origine gauloise indiquant le lieu ou la propriété, et dont le premier élément Justin(i)- représente le nom de personne latin (porté par un indigène) Justinus (« Justin ») que l'on retrouve dans la forme d'oïl du même type toponymique Jutigny (Seine-et-Marne, Justeigni vers 1222) et employé de manière absolue dans Justine (Ardenne, de Justiniis 1310).

## Histoire
Le 26 juin 1944 à l'aube, les Allemands attaquent un groupe du maquis local au château. Sept résistants sont capturés et torturés, six seront fusillés, le septième sera déporté au camp de Bergen-Belsen où il décédera.

## Politique et administration

### Découpage territorial
La commune de Justiniac est membre de la communauté de communes des Portes d'Ariège Pyrénées, un établissement public de coopération intercommunale (EPCI) à fiscalité propre créé le 5 octobre 2016 dont le siège est à Pamiers. Ce dernier est par ailleurs membre d'autres groupements intercommunaux.
Sur le plan administratif, elle est rattachée à l'arrondissement de Pamiers, au département de l'Ariège, en tant que circonscription administrative de l'État, et à la région Occitanie.
Sur le plan électoral, elle dépend du canton des Portes d'Ariège pour l'élection des conseillers départementaux, depuis le redécoupage cantonal de 2014 entré en vigueur en 2015, et de la deuxième circonscription de l'Ariège  pour les élections législatives, depuis le redécoupage électoral de 1986.

### Liste des maires
| Période                                  | Période  | Identité          | Étiquette | Qualité                  |
| ---------------------------------------- | -------- | ----------------- | --------- | ------------------------ |
| mars 2001                                | En cours | Christine Vallès, |           | Agricultrice exploitante |
| Les données manquantes sont à compléter. |          |                   |           |                          |

## Démographie
| 1793 | 1800 | 1806 | 1821 | 1831 | 1836 | 1841 | 1846 | 1851 |
| ---- | ---- | ---- | ---- | ---- | ---- | ---- | ---- | ---- |
| 87   | 189  | 220  | 227  | 254  | 264  | 247  | 265  | 299  |

| 1856 | 1861 | 1866 | 1872 | 1876 | 1881 | 1886 | 1891 | 1896 |
| ---- | ---- | ---- | ---- | ---- | ---- | ---- | ---- | ---- |
| 258  | 268  | 268  | 242  | 238  | 198  | 200  | 198  | 199  |

| 1901 | 1906 | 1911 | 1921 | 1926 | 1931 | 1936 | 1946 | 1954 |
| ---- | ---- | ---- | ---- | ---- | ---- | ---- | ---- | ---- |
| 183  | 180  | 166  | 155  | 128  | 117  | 120  | 99   | 91   |

| 1962 | 1968 | 1975 | 1982 | 1990 | 1999 | 2006 | 2008 | 2013 |
| ---- | ---- | ---- | ---- | ---- | ---- | ---- | ---- | ---- |
| 77   | 60   | 46   | 36   | 53   | 58   | 52   | 50   | 51   |

| 2018 | 2022 | - | - | - | - | - | - | - |
| ---- | ---- | - | - | - | - | - | - | - |
| 57   | 58   | - | - | - | - | - | - | - |

## Économie

### Emploi
| Division       | 2008  | 2013   | 2018   |
| -------------- | ----- | ------ | ------ |
| Commune        | 8,6 % | 13,9 % | 7,1 %  |
| Département    | 8,9 % | 11,1 % | 11,2 % |
| France entière | 8,3 % | 10 %   | 10 %   |

En 2018, la population âgée de 15 à 64 ans s'élève à 42 personnes, parmi lesquelles on compte 85,7 % d'actifs (78,6 % ayant un emploi et 7,1 % de chômeurs) et 14,3 % d'inactifs,. En  2018, le taux de chômage communal (au sens du recensement) des 15-64 ans est inférieur à celui de la France et du département, alors qu'en 2008 il était supérieur à celui de la France.
La commune est hors attraction des villes,. Elle compte 5 emplois en 2018, contre 8 en 2013 et 7 en 2008. Le nombre d'actifs ayant un emploi résidant dans la commune est de 33, soit un indicateur de concentration d'emploi de 15,2 % et un taux d'activité parmi les 15 ans ou plus de 78,3 %.
Sur ces 33 actifs de 15 ans ou plus ayant un emploi, 5 travaillent dans la commune, soit 15 % des habitants. Pour se rendre au travail, 90,9 % des habitants utilisent un véhicule personnel ou de fonction à quatre roues, 3 % s'y rendent en deux-roues, à vélo ou à pied et 6,1 % n'ont pas besoin de transport (travail au domicile).

### Activités hors agriculture
6 établissements sont implantés  à Justiniac au 31 décembre 2019.
Le secteur de l'industrie manufacturière, des industries extractives et autres est prépondérant sur la commune puisqu'il représente 50 % du nombre total d'établissements de la commune (3 sur les 6 entreprises implantées  à Justiniac), contre 12,9 % au niveau départemental.
Les entreprises ayant leur siège social sur le territoire communal qui génèrent le plus de chiffre d'affaires en 2020 sont : 
- Nyfeler, production d'électricité (22 k€)

### Agriculture
|                                   | 1988 | 2000 | 2010 |
| --------------------------------- | ---- | ---- | ---- |
| Exploitations                     | 5    | 2    | 3    |
| Superficie agricole utilisée (ha) | 352  | 180  | nd   |

La commune fait partie de la petite région agricole dénommée « Coteaux de l'Ariège ». Trois exploitations agricoles ayant leur siège dans la commune sont dénombrées lors du recensement agricole de 2010 (cinq en 1988).

## Culture locale et patrimoine

### Lieux et monuments
- Église Saint-Pierre. Selon la tradition, y était conservée une clef miraculeuse à laquelle était attribué le pouvoir de préserver de la rage.
- Château du XVIIe siècle (non ouvert au public) ; à côté de l'église Saint-Pierre était la chapelle des seigneurs propriétaire du château.
- Stèle des Maquisards du 26 juin 1944.

## Pour approfondir